# 巴伐利亚号列车
巴伐利亚号（拉丁語：Bavaria）是运营于德国慕尼黑至瑞士苏黎世之间的一班长途列车所使用的名称，该命名源自德国联邦州巴伐利亚的拉丁文称谓，而慕尼黑正是该州的首府。列车由德国联邦铁路（1991年后为德国铁路）及瑞士联邦铁路自1954年起共同开行，初期可直通日内瓦，后于1969年缩短至苏黎世始发及终到。其运行纵贯阿尔高铁路、福拉尔贝格铁路、库尔-聖馬格雷滕铁路、维尔-圣加伦铁路、维尔-温特图尔铁路和苏黎世-温特图尔铁路，跨越德国、奥地利及瑞士三国，全程355公里。
巴伐利亚号曾先后被纳入全欧快车、直通列车、城际列车和欧城列车等类别。至2002年底，相关列车不再使用巴伐利亚的名称。

## 历史

### 快速列车
在1954年的冬季时刻表中，联邦德国、奥地利和瑞士的铁路主管当局决定共同开行一班车次为183/183次的快速列车（D），自慕尼黑经林道及苏黎世往返于日内瓦，并以巴伐利亚州的拉丁文名称“巴伐利亚”（Bavaria）命名。列车采用两舱级别（一等和二等）的车厢等级，并配备完整的餐车。但在1968年，德国境内的餐车已被简易餐车所取代。由于列车在德国境内经由非电气化的阿尔高铁路运行。因此该列车在运营初期，于慕尼黑至林道区间采用德国联邦铁路18型蒸汽机车牵引，即原巴伐利亚S3/6型；林道至苏黎世的电气化区间则使用瑞士联邦铁路4/4 I型电力机车。
从1955年夏季时刻表至1956年的冬季时刻表期间，列车被归类为“轻便快速列车”（Leichter Schnellzug，简称LS）。在1950年代末，巴伐利亚号的车次改为D97/96次，在瑞士境内则使用13/24次。
自1962年起，巴伐利亚号在慕尼黑至林道区间改用配属肯普滕机务段的德国联邦铁路V200.1型柴油机车担当牵引任务，但在更换初期，柴油机车无法适应阿尔高铁路的坡度，这使得18型蒸汽机车得以继续服役直至1962年11月。

### 全欧快车
由于现行的快速列车运行时间无法满足巴伐利亚州及瑞士间的商务交流需求，巴伐利亚号在1969年的冬季时刻表中最后一次以D260/261的车次运行，随后被纳入仅设一等席别的全欧快车类别。从此以后，列车获得了编号为TEE56/57的车次，并于瑞士境内改在苏黎世始发及终到。全欧快车从慕尼黑至苏黎世的时间缩短为4小时7分钟，而此前的快速列车类别则需时5小时。这是因为除其他事项外，中途停站的数量已由14个减少为6个。列车全程仅经停肯普滕、林道、布雷根茨、聖馬格雷滕、圣加伦和温特图尔，其中在尽头式车站林道，牵引机车在快速列车时代需要进行换向。而当瑞士联邦铁路在改用由荷兰和瑞士共同研发的瑞士联邦铁路RAm TEE型柴联车后，这一问题也得到改善。此款柴联车在当时会执行一连数日的套跑任务：
- 第一日：雪绒花号 苏黎世-阿姆斯特丹
- 第二日：雪绒花号 阿姆斯特丹-苏黎世
- 第三日：巴伐利亚号 苏黎世-慕尼黑-苏黎世（往返）
- 第四日：苏黎世机务段（保养维护）

1971年2月9日，正执行由慕尼黑开往苏黎世的巴伐利亚号列车在行经艾特朗期间发生脱轨事故，并与一辆相邻轨道反向驶来的乌丁根型轨道车相撞。事故造成一节RAm车厢报废，并导致28人丧生。巴伐利亚号因此中断开行达一个星期，随后改用机车牵引的方式继续运营。其客运车厢也改用德国联邦铁路提供的全欧快车车厢，编组包括一节Avmz 111型的隔间座车、一节Apmz 121型的开放座车以及一节ARDmz 106型带餐车功能的短款酒吧车。基于编组运用规则，瑞士联邦铁路在瑞士境内加挂的餐车也需要根据UIC-X型车厢标准进行重新设计，并采用全欧快车的统一涂装。
在牵引机车方面，慕尼黑至林道区间使用的是搭载燃氣渦輪發動機的德国联邦铁路210型柴油机车，随后德国铁路218型柴油机车也加入其中。林道至聖馬格雷滕区间使用的则是奥地利联邦铁路1180型电力机车。自1972年3月5日起，配备两组不同受电弓的瑞士联邦铁路4/4 II型电力机车开始担当林道至苏黎世区间的牵引任务。而从1971年9月中旬开始，这一区间的牵引任务再度交由4/4 I型电力机车担当，因其较宽的等臂杆式设计更为符合德国和奥地利的电压规格。在1971年秋季，瑞士联邦铁路决定将负责牵引巴伐利亚号和莱茵的黄金号任务的4/4 I型电力机车喷漆为全欧快车的统一涂装。
自1971年的夏季时刻表起，巴伐利亚号所使用的车次被更换为TEE66/67次。 在1977年5月22日起实施的夏季时刻表中，巴伐利亚号被全欧快车类别摒弃，然后重新以两舱（一等及二等）车厢等级的编组执行快速列车服务，车次使用D276/277次。由于瑞士联邦铁路为其配备了对应的铁道车辆，因此一等席别的乘客舒适度并没有下降。从1983年的夏季时刻表起至同年的冬季时刻表止，巴伐利亚号又作为长途特快列车的类别运行了半年之久，车次使用FD268/269次。1984年6月3日，它又被归类为城际列车。

### 欧城列车
1987年5月31日，随着欧城列车的引入，巴伐利亚号也被纳入了这一列车类别，并获得了EC98/99的车次编号，其中EC99次经停梅明根。在运营初期，列车中仅使用由德国联邦铁路提供的车辆，这是由于瑞士联邦铁路的空调车厢较少，且受其他方面的约束。车厢的具体编组包括一节Avmz型的一等车厢、一节WRmz型或瑞士Rmz型餐车，以及三至五节Bpmz 291型二等车厢。至1989年起，车辆才重新由瑞士联邦铁路提供，后者在1992年至1993年期间还为一等席别引入了全景座车，并在1993年引入了一组全新的欧城列车车厢。
在机车方面，慕尼黑至林道区间使用281型柴油机车双机牵引，一方面是因为列车所需要的电力供应（空调及餐车），另一方面则是因为列车在此区间压缩了运行时间，在4个经停点（布赫洛厄、考夫博伊伦、肯普滕和伊门施塔特）都缩短了停车时间。
至2002年底，巴伐利亚的名称从列车中去除。

## 车厢运用及机车交路

### 车厢运用

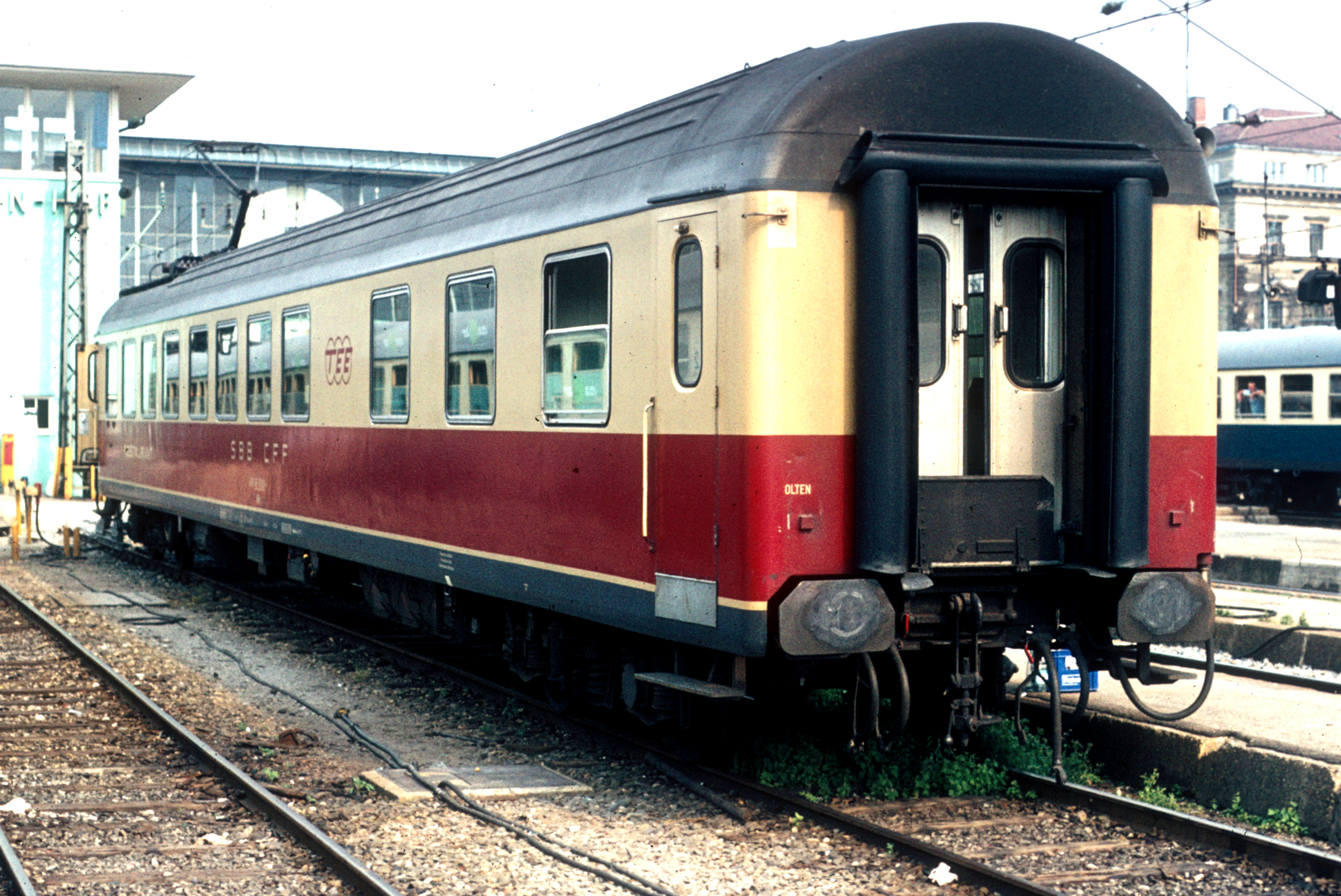
列车在1987年至1989年使用的瑞士联邦铁路WRm型车厢

| 时期      | 车厢类别                                                                                    | 备注                               |
| --------- | ------------------------------------------------------------------------------------------- | ---------------------------------- |
| 1954-1969 | 瑞士联邦铁路轻型钢结构车厢                                                                  |                                    |
| 1969-1971 | 瑞士联邦铁路RAm TEE型柴联车                                                                 |                                    |
| 1971-1977 | 德国联邦铁路TEE型车厢（座车） 瑞士联邦铁路UIC-X型车厢（餐车）                               | 初期为红色，后改为全欧快车统一涂装 |
| 1977-1987 | 瑞士联邦铁路RIC型车厢                                                                       |                                    |
| 1987-1989 | 德国联邦铁路Avmz型及Bpmz型车厢（座车） 德国联邦铁路ARm型或瑞士联邦铁路RIC WRm型车厢（餐车） |                                    |
| 1989-1993 | 瑞士联邦铁路车厢                                                                            |                                    |
| 1993-2002 | 瑞士联邦铁路城际客车车厢                                                                    |                                    |

### 机车交路

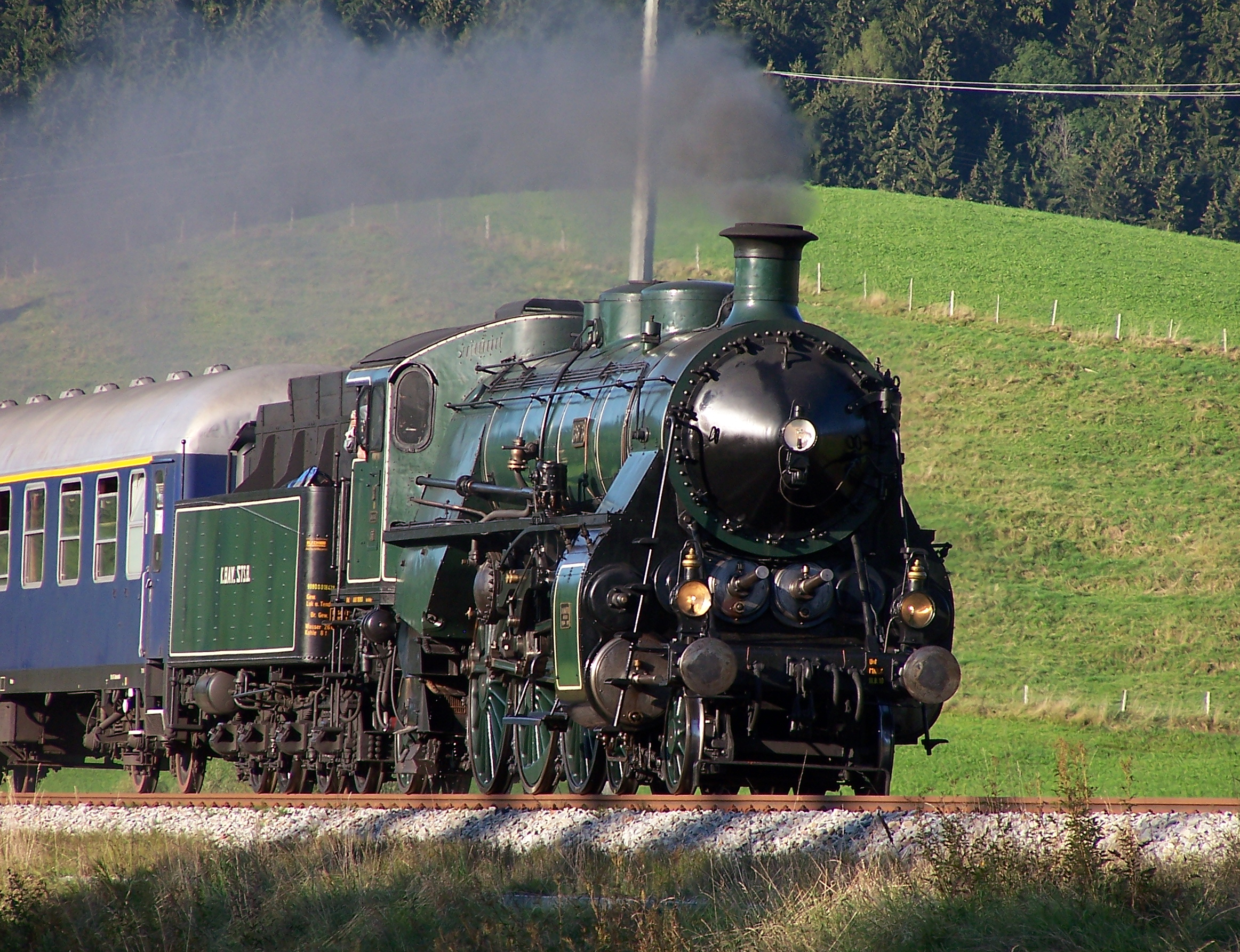
列车在运营初期使用的德国联邦铁路18型蒸汽机车

| 时期      | 慕尼黑-林道                  | 林道-圣马格雷滕              | 圣马格雷滕-苏黎世            |
| --------- | ---------------------------- | ---------------------------- | ---------------------------- |
| 1954-1962 | 德国联邦铁路18型蒸汽机车     | 瑞士联邦铁路4/4 I型电力机车  | 瑞士联邦铁路4/4 I型电力机车  |
| 1962-1969 | 德国联邦铁路V200.1型柴油机车 | 瑞士联邦铁路4/4 I型电力机车  | 瑞士联邦铁路4/4 I型电力机车  |
| 1969-1971 | 瑞士联邦铁路RAm TEE型柴联车  | 瑞士联邦铁路RAm TEE型柴联车  | 瑞士联邦铁路RAm TEE型柴联车  |
| 1971-1972 | 德国联邦铁路210型柴油机车    | 奥地利联邦铁路1180型电力机车 | 瑞士联邦铁路4/4 II型电力机车 |
| 1972-1977 | 德国联邦铁路218型柴油机车    | 瑞士联邦铁路4/4 I型电力机车  | 瑞士联邦铁路4/4 I型电力机车  |
| 1977-2002 | 德国联邦铁路218型柴油机车    | 瑞士联邦铁路4/4型电力机车    | 瑞士联邦铁路4/4型电力机车    |

## 时刻表
以下为巴伐利亚号的1971年冬季时刻表：
| TEE66次 | TEE66次 | 停靠站     | TEE67次 | TEE67次 |
| 里程    | 时刻    | 停靠站     | 时刻    | 里程    |
| ------- | ------- | ---------- | ------- | ------- |
| 0       | 17:46   | 慕尼黑     | 12:28   | 355     |
| 131     | 19:01   | 肯普滕     | 11:12   | 224     |
| 221     | 20:02   | 林道       | 10:09   | 134     |
| 231     | 20:10   | 布雷根茨   | 10:00   | 124     |
| 245     | 20:25   | 圣马格雷滕 | 09:45   | 110     |
| 272     | 20:51   | 圣加伦     | 09:20   | 83      |
| 329     | 21:30   | 温特图尔   | 08:41   | 26      |
| 355     | 21:52   | 苏黎世     | 08:20   | 0       |